# Knud Hallest
Knud Hallest, född 12 maj 1909 i Köpenhamn, död 4 september 1991, var en dansk skådespelare.
Hallest studerade vid Det Kunglige Teaters elevskola 1930-1932.

## Filmografi (urval)
- 1965 - Hold da helt ferie
- 1963 - April
- 1962 - Landsbylægen
- 1961 - Komtessen
- 1957 - Nattlogi betalt
- 1957 - Smygande skräck